# Mimoclystia corticearia
Mimoclystia corticearia là một loài bướm đêm trong họ Geometridae.